# Blang Teungoh (Meukek)
Blang Teungoh is een bestuurslaag in het regentschap Aceh Selatan van de provincie Atjeh, Indonesië. Blang Teungoh telt 502 inwoners (volkstelling 2010).